# Никола Анелка
Никола Себастјан Анелка (фр. Nicolas Sébastien Anelka; Версај, 14. март 1979) је бивши фудбалски репрезентативац Француске.
Током каријере играо је за Париз Сен Жермен, Арсенал, Ливерпул, Манчестер сити, Фенербахче, Реал Мадрид, Челси, Јувентус и многе друге клубове.

## Контроверзе
Дана 19. јуна 2010, по налогу француског фудбалског савеза, Анелка је искључен са Светског првенства 2010. у Јужној Африци, а разлог је био: 
| „ | Због коментара усмерених против тренера репрезентације Ремона Доменека, неприхватљивих за Фудбалски савез Француске, француски фудбал и принципе које подржава. | ” |

Два месеца по покретању дисциплинског процеса Анелки је забрањено да игра следећих осамнаест утакмица за репрезентацију.

## Трофеји

### Клупски
Арсенал
- Првенство Енглеске (1) : 1997/98.
- Куп Енглеске (1) : 1997/98.
- Суперкуп Енглеске (1) : 1998.

Реал Мадрид
- УЕФА Лига шампиона (1) : 1999/00.

Париз Сен Жермен
- Интертото куп (1) : 2001.

Фенербахче
- Првенство Турске (1) : 2004/05.

Челси
- УЕФА Лига шампиона (1) : 2011/12.
- Првенство Енглеске (1) : 2009/10.
- Куп Енглеске (2) : 2008/09, 2009/10.
- Суперкуп Енглеске (1) : 2009.

Јувентус
- Првенство Италије (1) : 2012/13.

### Репрезентативни
Француска
- Европско првенство у фудбалу до 19 година (1) : 1997.
- Европско првенство (1) : 2000.
- Куп конфедерација (1) : 2001.